# Alchemilla subsessilis
Alchemilla subsessilis es una especie de planta del género Alchemilla, perteneciente a la familia Rosaceae.

## Taxonomía
Alchemilla subsessilis fue descrita por Plocek en 1991.

## Distribución
Se encuentra en el territorio de los Cárpatos occidentales.